# Wadotes hybridus
Wadotes hybridus là một loài nhện trong họ Amaurobiidae.
Loài này thuộc chi Wadotes. Wadotes hybridus được James Henry Emerton miêu tả năm 1890.